# Драган Стоисављевић
Драган Стоисављевић (Београд, 25. новембра 2003) српски је фудбалер који тренутно наступа за ОФК Београд.

## Каријера
У интервјуу који је дао неколико година касније, Стоисављевић је рекао да је раду са првим тимом прикључен као четрнаестогодишњак. Крајем 2018. потписао је стипендијски уговор, а затим је прошао зимске припреме у Анталији под вођством тренера Драгана Аничића. Свој први наступ у професионалној конкуренцији забележио је 30. новембра 2019. године, када је на терену провео нешто више од једног часа игре у поразу од Црвене звезде на Стадиону Рајко Митић. Након тога га је у саставу гостујуће екипе заменио Марко Девић. На тај начин је постао најмлађи фудбалер који је наступио у Суперлиги Србије, не рачунајући Филипа Ступаревића, такође бившег играча Вождовца, чији дебитантски наступ није био регуларан. Први погодак у том такмичењу Стоисављевић је постигао у победи над Радом на Стадиону Краљ Петар Први у јуну наредне године. Тако је постао трећи најмлађи стрелац у српском шампионату после Душана Влаховића и Луке Јовића. Претходно је, средином јануара 2020. потписао трогодишњи професионални уговор са матичним клубом.
Током летњих припрема Стоисављевић је био стрелац на контролној утакмици против краљевачке Слоге. Наредне сезоне био је међу фудбалерима који су задовољавали услове бонус играча, те је током исте добијао прилику у ротацији шефа стручног штаба Јована Дамјановића. Први погодак у такмичарској 2020/21. постигао је у шеснаестини финала Купа Србије против Графичара. Одмах затим, неколико дана касније је погодио у ремију са новосадским Пролетером, а онда и у победи над екипом ТСЦ Бачке Тополе, оба пута ушавши у игру са клупе. На сусрету осмине финала Купа Србије, Стоисављевић је на свој 17 рођендан био стрелац за Вождовац из једанаестерца, током регуларног дела утакмице против ивањичког Јавора. Први погодак у наставку сезоне, Стоисављевић је постигао у 26. колу против Металца у Горњем Милановцу. Такође, постигао је једини погодак у поразу свог тима од Црвене звезде у наредном колу. У међувремену је одиграо и сусрет четвртине финала Купа са екипом Партизана после ког је Вождовац елиминисан из даљег такмичења. Крајем јула 2022, Стоисављевић је уступљен екипи Радничког са Новог Београда.
По повратку с позајмице у матични клуб, током 2023. године није добијао значајну минутажу. У јануару 2024. је раскинуо уговор и постао слободан играч. Крајем истог месеца приступио је ОФК Београду за који је, недуго затим, погодио на контролној утакмици с Металцем из Горњег Милановца. Стоисављевић је такође испунио услов за бонус фудбалера, попут Александра Кахвића, током јесењег дела сезоне.

## Репрезентација
Стоисављевић је за кадетску репрезентацију Србије дебитовао против одговарајуће селекције Уједињених Арапских Емирата у августу 2019. Касније је позиван и за квалификациони циклус ка Европском првенству, а наступио је и против вршњака из Русије у децембру исте године. У марту 2020. постигао је погодак против селекције Хрватске. Иако је кадетска екипа Србије изборила пласман у елит рунду квалификација, завршница такмичења отказана је услед пандемије ковида 19. У марту 2021, Стоисављевић је тренирао са млађом омладинском репрезентацијом Србије. Новоизабрани селектор омладинске репрезентације Србије, Дејан Бранковић, уврстио је Стоисављевић на списак играча за тест са ТСЦ-ом из Бачке Тополе у априлу исте године. Тако је неколико дана након првенственог сусрета поново наступио против тог клуба, погодивши за минималну победу омладинаца Србије, након асистенције саиграча из Вождовца, Луке Цветићанина. У јуну је дебитовао за ту селекцију, на првом од два пријатељска сусрета са вршњацима из Румуније.

## Статистика

### Клупска
Ажурирано 22. фебруара 2024.
|                                   |          |                  |    |   |   |   |   |   |    |    |    |   |  |  |
| Вождовац                          | 2019/20. | Суперлига Србије | 10 | 1 | — | — | — | — | —  | —  | 10 | 1 |  |  |
| Вождовац                          | 2020/21. | Суперлига Србије | 34 | 4 | 3 | 2 | — | — | —  | —  | 37 | 6 |  |  |
| Вождовац                          | 2021/22. | Суперлига Србије | 15 | 0 | 1 | 0 | — | — | —  | —  | 16 | 0 |  |  |
| Вождовац                          | 2022/23. | Суперлига Србије | 11 | 0 | — | — | — | — | —  | —  | 11 | 0 |  |  |
| Вождовац                          | 2023/24. | Суперлига Србије | 4  | 0 | 2 | 0 | — | — | —  | —  | 6  | 0 |  |  |
| Вождовац                          | Укупно   | Укупно           | 74 | 5 | 6 | 2 | — | — | —  | —  | 80 | 7 |  |  |
|                                   |          |                  |    |   |   |   |   |   |    |    |    |   |  |  |
| Раднички Нови Београд (позајмица) | 2022/23. | Прва лига Србије | 16 | 4 | 3 | 1 | — | — | —  | —  | 19 | 5 |  |  |
|                                   |          |                  |    |   |   |   |   |   |    |    |    |   |  |  |
| ОФК Београд                       | 2023/24. | Прва лига Србије | 0  | 0 | — | — | — | — | —  | —  | 0  | 0 |  |  |
|                                   |          |                  |    |   |   |   |   |   |    |    |    |   |  |  |
| Каријера                          | 77       | 9                | 7  | 3 | — | — | — | — | 84 | 12 |    |   |  |  |
|                                   |          |                  |    |   |   |   |   |   |    |    |    |   |  |  |

### Утакмице у дресу репрезентације
| Репрезентација Србије у узрасту до 17 година старости | Репрезентација Србије у узрасту до 17 година старости                    | Репрезентација Србије у узрасту до 17 година старости                    | Репрезентација Србије у узрасту до 17 година старости                    | Репрезентација Србије у узрасту до 17 година старости                    | Репрезентација Србије у узрасту до 17 година старости                    | Репрезентација Србије у узрасту до 17 година старости                    | Репрезентација Србије у узрасту до 17 година старости | Репрезентација Србије у узрасту до 17 година старости | Репрезентација Србије у узрасту до 17 година старости |
| #                                                     | Датум                                                                    | Такмичење                                                                | Локација                                                                 | Домаћин                                                                  | Резултат                                                                 | Гост                                                                     | Гол                                                   | Реф.                                                  |                                                       |
| ----------------------------------------------------- | ------------------------------------------------------------------------ | ------------------------------------------------------------------------ | ------------------------------------------------------------------------ | ------------------------------------------------------------------------ | ------------------------------------------------------------------------ | ------------------------------------------------------------------------ | ----------------------------------------------------- | ----------------------------------------------------- | ----------------------------------------------------- |
| 1.                                                    | 20. август 2019.                                                         | Пријатељска утакмица                                                     | Кућа фудбала, Стара Пазова                                               | Србија                                                                   | 2 : 0                                                                    | Уједињени Арапски Емирати                                                |                                                       | [ 29 ]                                                |                                                       |
| 2.                                                    | 12. децембар 2019.                                                       | Пријатељска утакмица                                                     | Кућа фудбала, Стара Пазова                                               | Србија                                                                   | 3 : 3                                                                    | Русија                                                                   |                                                       | [ 32 ]                                                |                                                       |
| 3.                                                    | 11. март 2020.                                                           | Пријатељска утакмица                                                     | Стадион Тржни центар, Вождовац                                           | Србија                                                                   | 2 : 2                                                                    | Хрватска                                                                 | Гол                                                   | [ 51 ]                                                |                                                       |
| 3                                                     | Укупан број утакмица, постигнутих погодака и минута проведених на терену | Укупан број утакмица, постигнутих погодака и минута проведених на терену | Укупан број утакмица, постигнутих погодака и минута проведених на терену | Укупан број утакмица, постигнутих погодака и минута проведених на терену | Укупан број утакмица, постигнутих погодака и минута проведених на терену | Укупан број утакмица, постигнутих погодака и минута проведених на терену | 1                                                     |                                                       |                                                       |

| Репрезентација Србије у узрасту до 19 година старости | Репрезентација Србије у узрасту до 19 година старости                    | Репрезентација Србије у узрасту до 19 година старости                    | Репрезентација Србије у узрасту до 19 година старости                    | Репрезентација Србије у узрасту до 19 година старости                    | Репрезентација Србије у узрасту до 19 година старости                    | Репрезентација Србије у узрасту до 19 година старости                    | Репрезентација Србије у узрасту до 19 година старости | Репрезентација Србије у узрасту до 19 година старости | Репрезентација Србије у узрасту до 19 година старости |
| #                                                     | Датум                                                                    | Такмичење                                                                | Локација                                                                 | Домаћин                                                                  | Резултат                                                                 | Гост                                                                     | Гол                                                   | Реф.                                                  |                                                       |
| ----------------------------------------------------- | ------------------------------------------------------------------------ | ------------------------------------------------------------------------ | ------------------------------------------------------------------------ | ------------------------------------------------------------------------ | ------------------------------------------------------------------------ | ------------------------------------------------------------------------ | ----------------------------------------------------- | ----------------------------------------------------- | ----------------------------------------------------- |
| 1.                                                    | 5. јун 2021.                                                             | Пријатељска утакмица                                                     | Кућа фудбала, Стара Пазова                                               | Србија                                                                   | 1 : 0                                                                    | Румунија                                                                 |                                                       | [ 42 ]                                                |                                                       |
| 2.                                                    | 7. јун 2021.                                                             | Пријатељска утакмица                                                     | Кућа фудбала, Стара Пазова                                               | Србија                                                                   | 1 : 0                                                                    | Румунија                                                                 |                                                       | [ 52 ]                                                |                                                       |
| 2                                                     | Укупан број утакмица, постигнутих погодака и минута проведених на терену | Укупан број утакмица, постигнутих погодака и минута проведених на терену | Укупан број утакмица, постигнутих погодака и минута проведених на терену | Укупан број утакмица, постигнутих погодака и минута проведених на терену | Укупан број утакмица, постигнутих погодака и минута проведених на терену | Укупан број утакмица, постигнутих погодака и минута проведених на терену | 0                                                     |                                                       |                                                       |